# Somogyviszló
Somogyviszló es un pueblo ubicado en el distrito de Szigetvár, en el condado de Baranya, Hungría.

## Superficie
Posee una superficie de 12,63 kilómetros cuadrados.

## Demografía
Hasta 2019 la población era de 235 habitantes, con una densidad de población de 18,61 habitantes por kilómetro cuadrado.